# Цербст
Цербст (на немски: Zerbst/Anhalt) e град в Германия, разположен в окръг Анхалт-Битерфелд, федерална провинция Саксония-Анхалт. Към 31 декември 2011 година населението на града е 22 920 души.

## История
За първи път е споменат в 949 г. В миналото градът е столица на княжество Анхалт-Цербст. В него е родена принцеса София Фредерика Августа – бъдещата руска императрица Екатерина II.

## Побратимени градове
Побратимен е с град Пушкин, Русия.